# Havalli kormányzóság

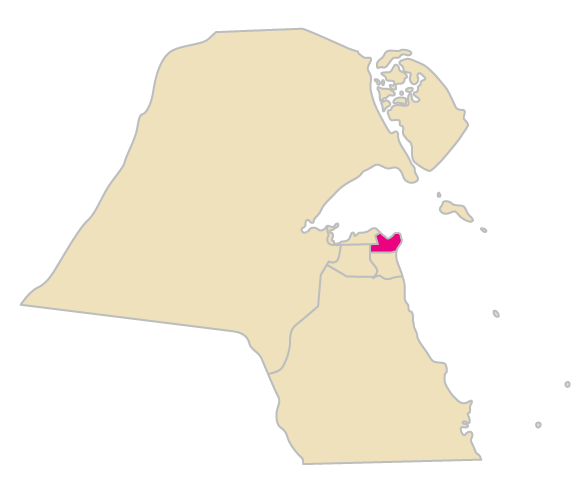
Havalli kormányzóság elhelyezkedése Kuvaiton belül

Havalli kormányzóság (arab betűkkel محافظة حولي [Muḥāfaẓat Ḥawallī]) Kuvait hat kormányzóságának legkisebbike az ország keleti részén. Északon a Kuvaiti-öböl, keleten a Perzsa-öböl, délen Mubárak el-Kabír, délnyugaton Farvánijja, nyugaton pedig Főváros kormányzóság határolja. Területe 85 km², népessége a 2008-as adatok szerint 738 881 fő. Kormányzója Abdalláh al-Fárisz.
1990-ben iraki csapatok foglalták el. Az addigi közigazgatási rendszert felszámolva Havallit és a déli kormányzóságokat Kuvaiti kormányzóság néven iraki tartománnyá szervezték, Észak-Kuvaitot pedig a bászrai kormányzósághoz csatolták.

## Fordítás
Ez a szócikk részben vagy egészben  a(z)   محافظات الكويت című arab Wikipédia-szócikk ezen változatának fordításán alapul.  Az eredeti cikk szerkesztőit annak laptörténete sorolja fel. Ez a jelzés csupán a megfogalmazás eredetét és a szerzői jogokat jelzi, nem szolgál a cikkben szereplő információk forrásmegjelöléseként.